# 列寧諾戈爾斯克區

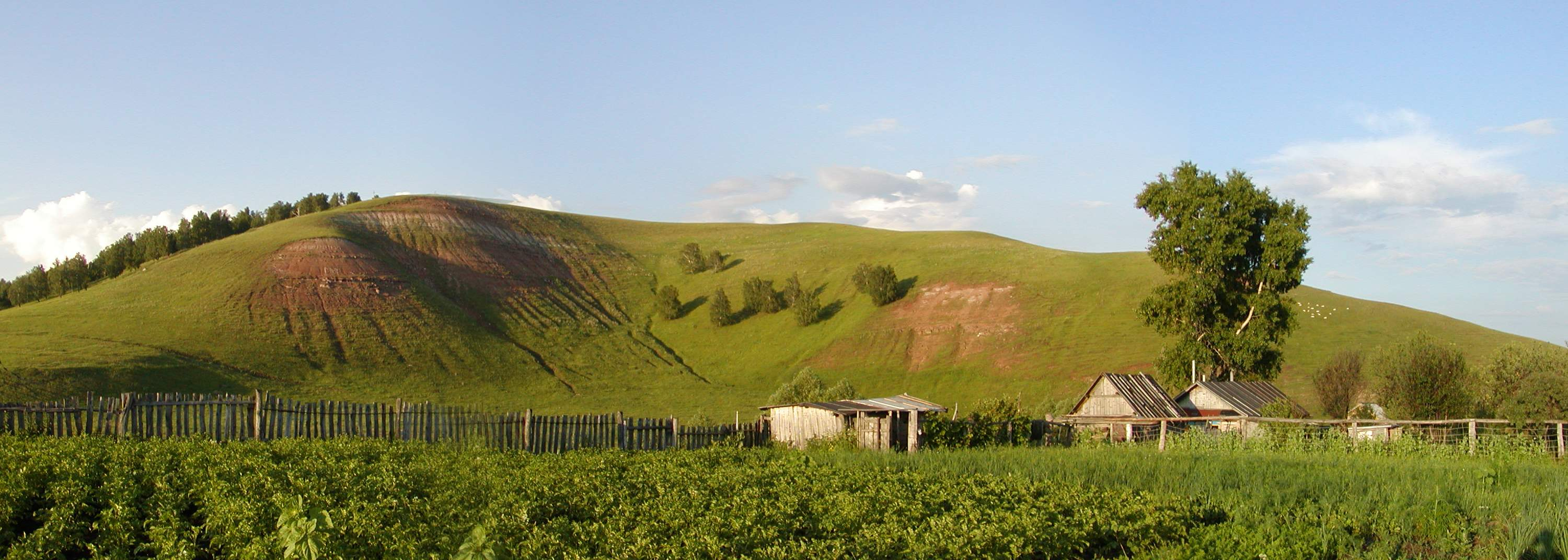

54°35′38″N 52°18′10″E / 54.59389°N 52.30278°E
列寧諾戈爾斯克區（俄语：Лениногорский район），是俄羅斯的一個區，位於該國西部，由韃靼斯坦共和國負責管轄，面積1,843.2平方公里，2010年人口22,700，人口密度每平方公里12.32人。